# Alsterstaffel

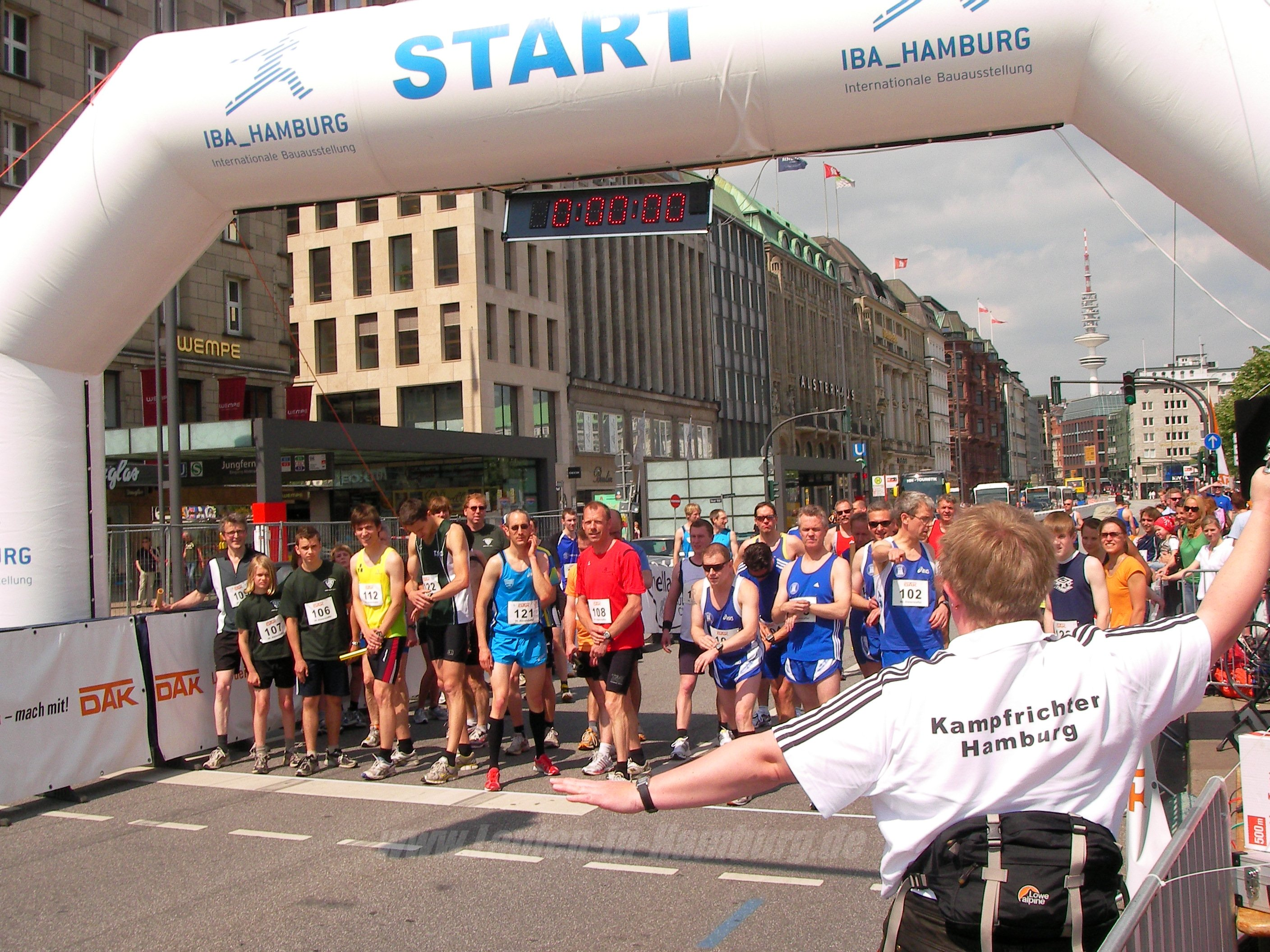
Start zur 96. Alsterstaffel am 25. Mai 2009

Die Alsterstaffel war ein Staffellauf um die Hamburger Binnenalster. Die erste Austragung erfolgte am 22. August 1909, und die letzte am 25. März 2012. Damit war die Alsterstaffel Deutschlands älteste Straßenlaufstaffel und war zeitweilig auch Europas teilnehmerstärkste. Bis auf 1915, 1941, 1944, 1945 und 2005 fand die Staffel in jedem Jahr statt.
Die Strecke führte gegen den Uhrzeigersinn um die Hamburger Binnenalster (Start: Jungfernstieg), war 1792 m lang und durchgehend asphaltiert. Ausgetragen wurden eine Langdistanz-Staffel (dreimal 1792 m) und verschiedene Wettbewerbe, auf denen die 1792-m-Runde auf mehrere Läufer aufgeteilt wurde.
Neben der Alststaffel der Läufer gab es auch einen Schwimmwettbewerb gleichen Namens, der mindestens bis Mitte des 20. Jahrhunderts jährlich am ersten Septemberwochenende ausgetragen wurde.